# 미즈노 하야타
미즈노 하야타(일본어: 水野 颯太, 2000년 6월 30일~)는 일본의 축구 선수이다.

## 구단 경력
그는 2023년 J2리그의 방포레 고후에 입단했다. 2024년 8월 J3리그의 이와테 그루자 모리오카로 이적했다. 2025년 고치 유나이티드 SC로 이적했다.